# Sirandane
La sirandane est une forme de devinette en langue créole pratiquée à l'Ile Maurice, ainsi que dans certaines îles voisines (Seychelles, Réunion, Rodrigues...).
Les sirandanes portent sur la vie quotidienne ; naïves, humoristiques, poétiques, elles sont en même temps empreintes de sagesse. Elles constituent un rite social, commençant par une formule rituelle (– Sirandane ? – Sampek ! à Maurice, – Kosa inn soz ? [Qu'est-ce que c'est ?] à la Réunion).
L'importance de la sirandane dans la tradition de l'Ile Maurice a été notée dès le XIXe siècle (ex.: Charles Baissac, Le Folk-lore de l'île Maurice, 1888). Plus récemment, J.M.G.Le Clézio (voir réf. bibliographique) en a proposé un recueil bilingue créole-français.

## Exemples
Les exemples ci-dessous sont tirés de l'ouvrage de Le Clézio mentionné en référence.
- Tapi mo gran papa plin pinez ? – Zétwal.

(Le tapis de mon grand-père est plein de punaises ? – Les étoiles.)
- Trwa piti nwar get vent zot manman burlé ? – Lipye marmit.

(Trois petits Noirs regardent brûler le ventre de leur maman ? – Les pieds de la marmite.)
- Kat pat mont lao kat pat. Kat pat alé, kat pat resté ? – Lisyin lao sez.

(Quatre pattes sur quatre pattes. Quatre pattes s'en vont, quatre pattes restent ? – Un chien sur une chaise.)
- dilo dibout ? Cann

(De l'eau debout ? – Une canne [à sucre])